# Flora Parisiensis
Flora Parisiensis (abreviado Fl. Paris. (Bulliard)) es un libro con ilustraciones y descripciones botánicas que fue escrito por el médico y botánico francés Jean Baptiste François Pierre Bulliard. Fue publicado en 3 volúmenes en los años 1779 a 1781.

## Publicación
- Volumen n.º 1, 1779;
- Volumen n.º 2, 1780;
- Volumen n.º 3, 1781?